# Queugne
La Queugne est une rivière du centre de la France, longue de 28,5 km et affluent du Cher, donc un sous-affluent de la Loire par le Cher. Elle arrose les départements du Cher et de l'Allier.

## Géographie
La Queugne naît à 378 mètres d'altitude à Chambérat (Allier). Elle coule dans le département de l'Allier, où elle traverse six communes, et dans le département du Cher, où elle passe dans deux communes, principalement à Épineuil-le-Fleuriel. Elle prend la direction nord-est tout au long de son cours. L'affluent principal de la Queugne est le Bœuf, dont elle grossit peu puisqu'il n'est pas large du tout (environ un mètre de largeur). La Queugne passe en dessous du Canal de Berry au hameau de La Queugne, à Épineuil-le-Fleuriel (pont-canal de la Queugne). Quelques centaines de mètres plus loin, elle se jette dans le Cher, en rive gauche, à 167 mètres d'altitude.

## Hydrographie
La Queugne traverse une zone hydrographique : celle de la Queugne et ses affluents. La région hydrographique est celle de la Loire et la circonscription hydrographique est celle de Loire-Bretagne (04).

## Affluents
- Ruisseau de l'Étang de Puy Bouillard.
- Ruisseau de l'Étang Jauny.
- Le Cornançais.
- Le Bœuf.

## Départements et communes traversés
La Queugne traverse deux départements et six communes :
- Allier : Chambérat, Courçais, Chazemais et Saint-Désiré.
- Cher : Saint-Vitte et Épineuil-le-Fleuriel.

## Crue de mai 1940 et déraillement du train Aurillac-Paris
Le 4 mai 1940, dans la nuit, la Gueugne, à la suite de fortes pluies la veille, connut un brutal afflux d'eau qui affouillèrent le remblai de la voie ferrée entre Montluçon et Bourges, provoquant son affaissement lors du passage de l'express entre Aurillac et Paris et le déraillement du train.  L'accident fit 33 morts.

## Histoire du pont-canal
Le pont-canal de la Queugne a été construit en 1825 et son auteur est l'ingénieur Auniet. Ce pont est la propriété de la commune d'Épineuil-le-Fleuriel. Il comporte deux écluses accolées afin d'avoir un sens alterné pour la circulation des bateaux. Sa cuvette est élargie en 1866, mais en 1887 on envisage de retirer une des deux écluses afin de réduire le temps de passage. En 1883, un bâtiment est construit de façon à avoir un bureau de statistiques et, en 1896, on procède à une réfection complète de toutes les maçonneries.